# Boszorkamóka
A Boszorkamóka (Sons a Witches) a South Park című amerikai animációs sorozat 283. része (a 21. évad 6. epizódja). Elsőként 2017. október 25-én sugározták az Egyesült Államokban a Comedy Central műsorán. Magyarországon szinkronosan 2017. november 16-án szintén a Comedy Central mutatta be.
Az epizód a halloweeni tematika mellett metaforikusan Harvey Weinstein szexuális zaklatási botrányával is foglalkozik. A főcím képsorait a régebbi epizódokhoz hasonlóan megváltoztatták és Halloween-tematikát kaptak.

## Cselekmény
Gerald, Randy, és a barátaik boszorkánynak öltözve "boszorkánypartit" tartanak, mint minden évben - felmennek a hegyre, ahol isznak és cracket szívnak, majd a tűz körül táncolnak. Cartman ezalatt teljesen ki van akadva, mert Heidi olyan lassan készülődik, hogy attól fél, le fognak maradni a tökvásárról. Mire végre el tudnak indulni, gyakorlatilag minden bezárt.
Az egyik férfi, Chip Duncan hirtelen előhúz egy varázskönyvet, ami egyenesen Salem városából származik, és azt mondja, próbálják ki. Fel is olvas belőle a telihold fényénél, és boszorkánnyá változik. Felpattan egy seprűre és a városba repül, majd tökbombákkal kezdi el terrorizálni a lakosságot és gyerekeket rabol el. A tökvásár látogatói pánikszerűen menekülnek, Cartmant pedig különösen dühíti, hogy az egész hely lángokban áll. Másnap reggel Sharon kérdőre vonja Randyt arról, ami történt, de Randy hárit, és közli, hogy ők mások, mert Chip Duncan "rossz boszorkány".
Az iskolában a fiúk kitárgyalják a boszorkányt. Félve attól, hogy a szüleik meg fogják tiltani a halloweeni cukorkagyűjtögetést a veszélyhelyzetben, eldöntik, hogy meg kell szabadulni tőle. Cartman, aki rettenetesen dühös az előző napi események miatt, tévesen úgy értelmezi, hogy Heiditól kell megszabadulni, ezért örömmel csatlakozik. Ezalatt Randy elindulna a bulijuk második napjára, de Sharon szemrehányást tesz neki, hogy nem kellene bulizniuk boszorkánynak öltözve akkor, amikor egy igazi boszorkány randalírozik és rabol gyerekeket. Randy felháborodik, amiért egyetlen rossz boszorka miatt kellene véget vetniük egy több mint húszéves hagyománynak, és mégis elindul. A többiekkel együtt azzal szembesülnek, hogy lezárták a hegyet, és megállapítják, hogy az egész város boszorkányzaklatásba kezdett ellenük (visszatérő geg az epizód során, hogy nem helyesen használják a boszorkányüldözés kifejezést).
Miközben Chip Duncan tovább terrorizálja a várost, a fiúk Kyle-éknál gyűlnek össze, hogy megoldást keressenek a problémára. Cartman később érkezik, ő viszont Heidi elintézéséről vázol fel egy tervet. A többiek közlik, hogy erről szó se volt soha és hogy ha ennyire nem szeretne a lánnyal lenni, akkor inkább szakítson vele, de Cartman inkább otthagyja őket. Másnap az iskolában a férfiak egy dalt énekelnek arról, hogy nem minden boszorkány rossz. Kyle lehurrogja őket, hogy álljanak le, mert itt egy igazi boszorkányról van szó és őket pedig senki nem zaklatja, ők viszont azt mondják, hogy utánuk majd úgyis ők következnek, de ők semmiképpen nem rabolnak gyerekeket, mert azt csak a másik boszorka csinálja. Ez ötletet ad Cartmannek, aki jelmezes buliba hívja Heidit, azzal a szándékkal, hogy elraboltassa a lányt. Ezalatt Stephen felkeresi Randyt, és azt mondja neki, hogy talán be kellene vallaniuk mindenkinek, hogy a bulijaikon cracket szívnak és elátkozzák a feleségeiket. Randy azt kéri tőle, hogy legalább másnapig várjon, hogy mind beszélhessenek a feleségeikkel - de valójában azt tervezi a többi férfival, hogy feláldozzák Stephent az ördögnek és közben cracket szívnak. Cartman egy sötét erdőbe viszi Heidit, ahol hagyja, hogy Chip elrabolja őt. Közben a fiúk rájönnek, hogy Chip ugyanannak a csapatnak a tagja, mint amelyiknek a szüleik, és most mind eltűntek. Csak egyvalaki segíthet nekik: aki korábban is a csapat tagja volt, de már nincs a városban, Garrison elnök.
Cartman a rendőrségen bejelenti Heidi elrablását. Amikor az egyik rendőr azt mondja neki, hogy nem kellett volna Jancsinak és Juliskának öltözve keresztülvágni az erdőn, amikor egy boszorkány garázdálkodik a közelben, áldozathibáztatónak nevezi őket, amire hirtelen meggondolják magukat. Hír érkezik arról, hogy a Ross Ruházatnál történik valami: ide csalták a többiek Stephent, hogy feldobják a rendőröknek, azzal vádolva, hogy ő rabolta el a gyerekeket, mert ő a rossz boszorkány. Mielőtt bármi történne, megjelenik Chip, és megmutatja nekik a zsákját, amiben a gyerekeket tartja fogságban, hogy a lelkükkel növelje az erejét. Váratlanul megérkezik Garrison elnök is, aki egy műholdról megindított lézerlöveggel szénné égeti Chipet. Minden gyerek kiszabadul a zsákból, kivéve Heidi, aki közli, hogy ő még nincs kész. A boszorkányok elmennek folytatni tovább a bulijukat, Cartman pedig továbbra is ki van borulva, hogy az esti édességgyűjtésről is el fognak késni.

## Fordítás
- Ez a szócikk részben vagy egészben  a   Sons a Witches című angol Wikipédia-szócikk ezen változatának fordításán alapul.  Az eredeti cikk szerkesztőit annak laptörténete sorolja fel. Ez a jelzés csupán a megfogalmazás eredetét és a szerzői jogokat jelzi, nem szolgál a cikkben szereplő információk forrásmegjelöléseként.